# MAN SE
Družba MAN AG (Maschinenfabrik Augsburg-Nürnberg AG) je eno izmed vodilnih podjetij za proizvodnjo vozil in strojegradnjo v Evropi s sedežem v Münchnu. Družba po celem svetu zaposluje okoli 50.000 sodelavcev pri letnem prometu v višini 13 milijard EUR, od tega 75 % v tujini. Družba MAN AG je članica nemškega borznega indeksa DAX 30 vodilnih nemških delniških družb.

## Izdelki
Področja dejavnosti podjetja MAN so: 
- gospodarska vozila (tovornjaki in avtobusi)
- dieselski motorji (ladijski dizelski motorji in stacionarni agregati)
- turbo stroji
- industrijske storitve
- do 30. septembra 2005 oljni in plinski gorilniki ter grelni kotli

## Zgodovina
Družba MAN AG v današnji obliki kot holding družba obstaja od leta 1986, ko je bilo podjetje M.A.N. povezano v Gutehoffnungshütte Aktienverein AG.
Leta 1898 sta se družbi Maschinenbau-AG Nürnberg (ustanovljena 1841) in Maschinenfabrik Augsburg AG (ustanovljena 1840) združili v družbo Vereinigte Maschinenfabrik Augsburg und Maschinenbaugesellschaft Nürnberg AG, Augsburg. Leta 1908 je sledilo preimenovanje v Maschinenfabrik Augsburg-Nürnberg AG, Augsburg (M.A.N.).
Rudolf Diesel je leta 1897 pri takratni družbi Manschinenfabrik Augsburg izdelal prvi tehnično uporaben in po njem imenovan dieselski motor. 
Družba MAN je bila do leta 1990 izdelovalec tirnih vozil. Od leta 1986 je ta veja delovala pod imenom MAN Gutehoffnungshütte Schienenverkehrstechnik AG. Izdelovali so na primer tirne avtobuse za Nemške železnice in zasebne železnice ter podzemne vlake in tramvaje (primer za Münchenski mestni prevoz). Leta 1990 je družba MAN prodala svojo vejo tirnih vozil družbi AEG. Že med drugo svetovno vojno je družba MAN izdelovala traktorje. Kmalu po vojni je družba izdelala enega prvih traktorjev s pogonom na štiri kolesa, model AS 325. Leta 1963 je bila proizvodnja traktorjev ukinjena. Danes so traktorji MAN priljubljeni med zbiralci.
Leta 2001 je družba prevzela proizvajalca avtobusov Gottlob Auwärter GmbH & Co. KG iz Stuttgarta, ki je izdeloval avtobuse pod imenom Neoplan. Od takrat deluje pod imenom Neoplan Bus GmbH in je bil združen v skupino podjetij NEOMAN.
Junija 2005 je družba prodala svojo hčerinsko podjetje za vesoljsko tehnologijo MAN Techologie, ki odslej nosi ime MT Aerospace AG.
Leta 2005 je družba MAN zaposlovala 60.000 delavcev in dosegla letni promet v višini 15 milijard EUR.

## Skupina MAN
Skupina MAN je »pogodbeni koncern« ki ga sestavljajo:
- družba MAN Nutzfahrzeuge AG s sedežem v Münchnu, v njo od leta 1971 sodi tudi družba Gräf & Stift, od leta 1991 družba Steyr Daimler Puch Nutzfahrzeuge AG, od leta 2000 britanski proizvajalec tovornjakov ERF in od leta 2001 NEOPLAN.

- MAN B&W Diesel AG, s sedežem v Augsburgu. Del koncerna MAN B&W Diesel je med drugim tudi družba MAN B/W Diesel A/S s sedežem v Kopenhagnu, ki pokriva predvsem razvoj in prodajo velikih dvotaktnih dizelskih motorjev, večinoma za ladijske pogone, medtem ko je matično podjetje v Augsburgu pristojno za štiritaktne dizelske motorje. Ime B&W izhaja od prejšnjega lastnika »Burmeister und Wain«.

- MAN TURBO AG

- MAN Ferrostaal AG

- MAN Financial Services GmbH

- RENK AG je 76 odstotno hčerinsko podjetje družbe MAN AG. Gre za proizvajalca: menjalnikov, sklopk, drsnih ležajev, kontrolnih sistemov. Renk ima proizvodne obrate na lokacijah Augsburg (menjalniki za vozila, industrijski in ladijski menjalniki, kontrolni sistemi), Rheine (industrijski in ladijski menjalniki, sklopke) in Hannover (drsni ležaji, sklopke) ter podružnice v ZDA, Braziliji, Turčiji, ZAE in Romuniji ter licenčne proizvajalce v Tajvanu in Južni Koreji.

## Delnice MAN AG
Predvideni odkupni volumen 7.160.000 prednostnih delnic ustreza 16,3 % kapitala prednostnih delnic in 4,6 % celotnega delniškega kapitala. Po povratnem kupu je v obtoku 110.280.000 navadnih delnic in 36.760.000 prednostnih delnic. Razmerje med navadnimi in prednostnimi delnicami v obtoku tako znaša 3 proti 1. Prednostni kapital tako predstavlja 25 % celotnega kapitala v obtoku.